# Frost (együttes)
A Frost egy 1996-ban alakult magyarországi black metal zenekar, az alapítói Dévényi Gábor (gitár–ének), Mocsnik Ferenc (dobok) és Békei Krisztián (basszusgitár).

## Történet
A Frost 1996 májusában alakult meg mint trió, és ebben a felállásban készült el az első demó is (Inno a Satana). 1998-ban az Ahrimannal közösen készítettek egy Tormentor-tribute kislemezt – ekkoriban már országszerte ismertek voltak és koncerteztek underground körökben. Ugyanebben az évben a Rockpárbaj nevű kazincbarcikai tehetségkutatón negyedik helyezést értek el. Első komolyabb anyaguk az 1999-es Songs of the Ancient Gods című EP volt, az első nagylemez pedig 2002-ben jelent meg Extreme Loneliness – Fragments címmel. Ezután még egy EP és még két nagylemez látott napvilágot, végül 2017-ben feloszlottak. Durván egy év után azonban a Frost újra aktív lett, és 2019-ben egy új nagylemezzel (Deathtree Mystery) tértek vissza.
2020-ban megjelent a (The Way Of Condemnation) EP mely a 2021-ben érkező ( Winterblood ) nagylemez előfutára volt, ami nemzetközi színtéren is elismertnek bizonyult. 2023-ban megjelent ( Consecratus Ad Mortem ) nagylemezük közvetlen folytatása volt elődjének, mely szintén nemzetközi sikereket ért el.

## Diszkográfia

### Nagylemezek
- Extreme Loneliness - Fragments (2002)
- Black Shining (2007)
- ...from the Dark (2014)
- Deathtree Mystery (2019)
- Winterblood (2021)
- Consecratus Ad Mortem (2023)

### Egyebek
- Inno A Satana (demo, 1996)
- Storm Above the Carpathians (demo, 1997)
- Triumph of the Damned Hordes (split, 1997)
- Under the Hungarian Blackmoon (demo, 1998)
- A Tribute to Tormentor (split, 1998)
- Songs of the Ancient Gods (EP, 1999)
- Ritual Forcast (demo, 2000)
- Voices from Beyond the Gates (EP, 2004)
- The Way Of Condemnation (EP, 2020)

## Tagok

### Jelenlegi
- Mocsnik Ferenc – dobok (1996–1999), basszusgitár (1999–2017), minden hangszer (2018–)
- Deák Tamás – ének (2004–2017, 2018–)
- Köhler Bence - gitár, vokál (2019-)
- Balázs András - dobok (2020-)
- Terebesi Tibor - gitár (2024-)

### Korábbi
- Larion – szintetizátor (1996–1999)
- Dévényi Gábor – ének–gitár (1996–1999)
- Fürjes János – basszusgitár (1996–2000)
- Hüse Roland – gitár (1996–2002)
- Antal Krisztián – ének (1997–1998)
- Kalinka István – ének–gitár (1998–2004)
- Mile Tibor – szintetizátor (2000)
- Tóth Zoltán – szintetizátor (2000–2002, 2003–2008)
- Valter Zoltán – gitár (2002–2004)
- Székely József – dobok (2003–2004)
- Székely Roland – dobok (2003–2008)
- Tátrai Csaba – gitár (2004–2017)
- Sipka Róbert – gitár (2007–2008)
- Varga Zsolt – ének (2009)
- Lőrincz Dávid – szintetizátor (2010–2017)
- Komló György – gitár (2009–2017, 2019-2024)
- Mester Róbert – dob (2010–2017)